# Port Gibson
Port Gibson è una città (city) degli Stati Uniti d'America, capoluogo della contea di Claiborne, nello Stato del Mississippi.